# Кейси Делакуа
Кейси Делакуа (на английски: Casey Dellacqua) е австралийска тенисистка, родена на 11 февруари 1985 г.
Печели титлата на смесени двойки от Ролан Гарос 2011 в партньорство с американеца Скот Липски. Има италианска жилка в кръвта си от страна на баща си и ирландска от страна на майка си.
Делакуа е лесбийка и живее с приятелката си Аманда Джъд. През август 2013 г. Аманда ражда син на име Блейк Бенджамин. През 2016 г. им се ражда дъщеря на име Анди, а през 2019 г. – син на име Джеси Джеймс.